# Nina Reithmayer
Nina Reithmayer (* 8. Juni 1984 in Innsbruck) ist eine ehemalige österreichische Rennrodlerin. Sie betrieb den Rodelsport seit 1992 und war von 2002 bis 2014 Mitglied der österreichischen Nationalmannschaft.

## Leben
Reithmayer konnte bei den Junioren-Weltmeisterschaften 2002 die Goldmedaille und 2004 die Silbermedaille erringen. Im Jahr 2003 gewann sie die Gesamtwertung im Junioren-Weltcup. 2004 musste sie ihre Karriere zeitweise unterbrechen, da sie an einem Burnout-Syndrom erkrankt war. Ihre beste Platzierung im Gesamtweltcup erreichte sie in der Saison 2006/07 mit dem 4. Platz. 2006 nahm sie erstmals an Olympischen Spielen teil und belegte den 8. Platz. Zuvor kam sie bei den Europameisterschaften auf den 5. Platz. Bei der Europameisterschaft 2008 kam sie ebenfalls auf Rang 5 und bei den Weltmeisterschaften 2008 erreichte sie den 6. Platz im Einzelbewerb und die Silbermedaille mit der Mannschaft. Von 2002 bis 2009 war Reithmayer Teil des Kaders des Heeressportzentrums des Österreichischen Bundesheers. 2010 gewann Reithmayer bei der Europameisterschaft in Lettland die Bronzemedaille.
Bei den Olympischen Spielen 2010 in Vancouver gewann Reithmayer die Silbermedaille im Einsitzerbewerb. Nachdem sie den ersten der vier Läufe für sich entscheiden konnte, musste sie sich nur der dreifachen Gesamtweltcupsiegerin Tatjana Hüfner (Deutschland) geschlagen geben. Sie setzte sich im Kampf um die Silbermedaille gegen die Deutsche Natalie Geisenberger durch. Als Teil des österreichischen Teams nahm sie auch nach schwerer Verletzung, in der olympischen Vorbereitungssaison im Sommer, an den Olympischen Winterspielen 2014 in Sotschi teil. Hier fuhr sie mit spezial angepasster Carbon Knieschiene, wo sie Platz 20 belegte. Am 12. Mai 2014 gab sie ihren Rückzug vom Wettkampfsport, den sie 21 Jahre betrieben hat, bekannt.
2007 wurde sie mit dem Goldenen Verdienstzeichen und 2010 mit dem Silbernen Ehrenzeichen der Republik Österreich ausgezeichnet.

## Erfolge
- Olympische Winterspiele 2006 in Turin: 8. Platz
- Olympische Winterspiele 2010 in Vancouver: 2. Platz
- Olympische Winterspiele 2014 in Sotschi: 20. Platz

- Weltmeisterschaften:
  - 2005 in Park City: 14. Platz
  - 2007 in Innsbruck-Igls: 7. Platz Einzel, 3. Platz Mannschaft
  - 2008 in Oberhof: 6. Platz Einzel, 2. Platz Mannschaft
  - 2009 in Lake Placid: 9. Platz Einzel, 2. Platz Mannschaft
  - 2011 in Cesana: 4. Platz Einzel
  - 2012 in Altenberg: 8. Platz Einzel
  - 2013 in Whistler: 13. Platz Einzel

- Europameisterschaften:
  - 2004 in Oberhof: 8. Platz
  - 2006 in Winterberg: 5. Platz
  - 2008 in Turin: 5. Platz
  - 2010 in Sigulda: 3. Platz
  - 2013 in Oberhof: 5. Platz

- Weltcup:
  - Gesamtwertung 2002/03: 19. Platz
  - Gesamtwertung 2003/04: 9. Platz
  - Gesamtwertung 2004/05: 7. Platz
  - Gesamtwertung 2005/06: 11. Platz
  - Gesamtwertung 2006/07: 4. Platz
  - Gesamtwertung 2007/08: 5. Platz
  - Gesamtwertung 2008/09: 4. Platz
  - Gesamtwertung 2009/10: 5. Platz
  - Gesamtwertung 2010/11: 7. Platz
  - Gesamtwertung 2011/12: 8. Platz
  - Gesamtwertung 2012/13: 9. Platz

- Junioren-Weltmeisterschaften 2002 in Igls: 1. Platz Einzel, 2. Platz Mannschaft
- Junioren-Weltmeisterschaften 2004 in Calgary: 2. Platz Einzel, 2. Platz Mannschaft

- Junioren-Weltcup:
  - Gesamtwertung 2002/03: 1. Platz

Reithmayer ist zudem mehrfache Österreichische Meisterin.

### Weltcupsiege
Teamstaffel
| Nr. | Datum        | Ort        | Bahn                           |
| --- | ------------ | ---------- | ------------------------------ |
| 1.  | 9. Dez. 2007 | Winterberg | Bobbahn Winterberg             |
| 2.  | 7. Dez. 2008 | Sigulda    | Rennrodel- und Bobbahn Sigulda |